# 二重テグス結び

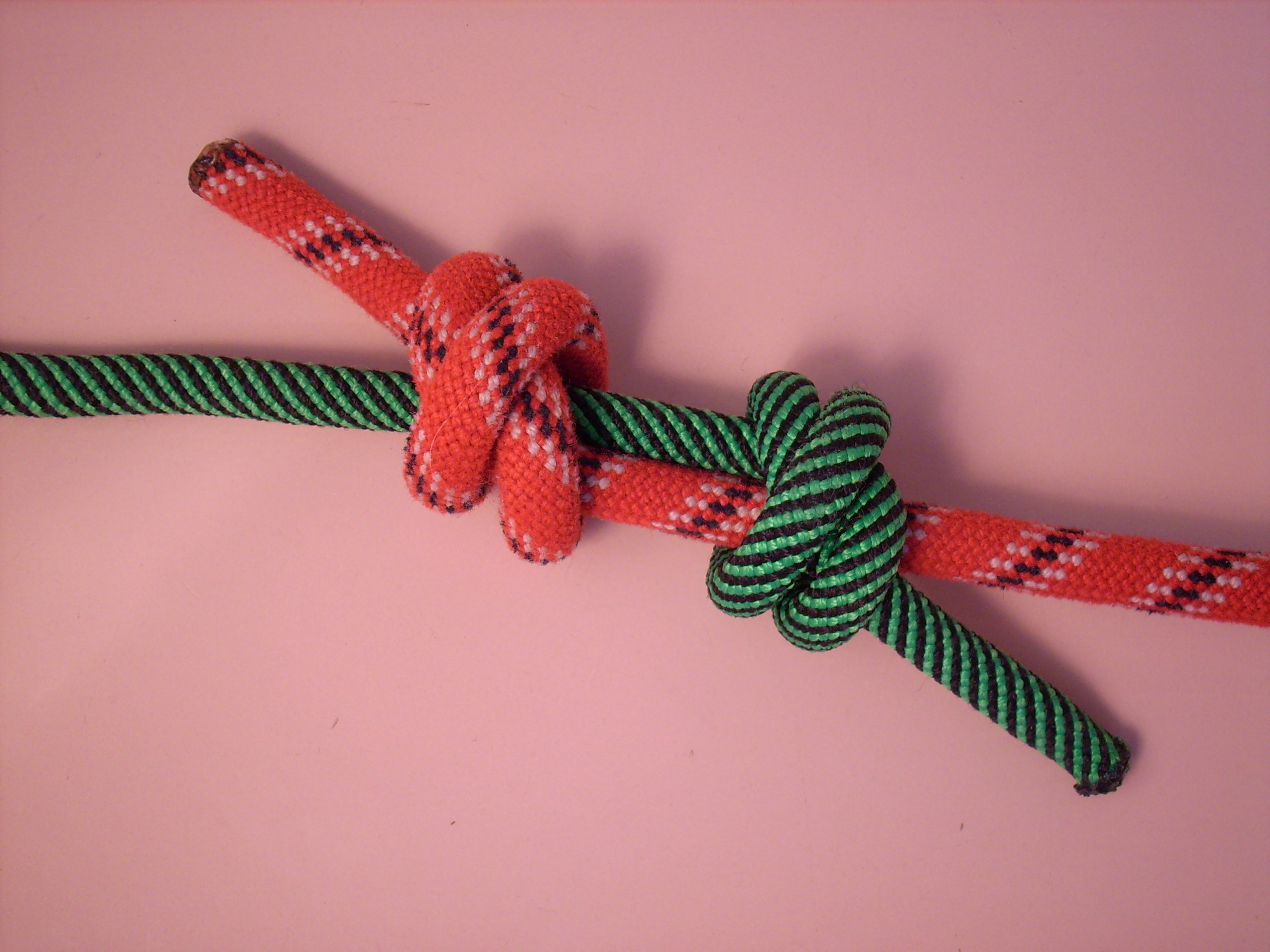
二重テグス結び

二重テグス結び（Double fisherman's knot）とは、紐の端と端をつなげる結び方のひとつ。

## 結び方
二重テグス結びは、以下のようにして結ぶ。

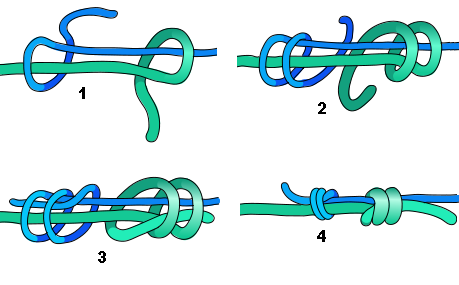
二重テグス結びの結び方

1. 2本の紐の端を平行に重ね、片方の端がもう片方の紐を巻き込むように固め止め結びする。
2. もう片方の紐についても同様に固め止め結びをする。
3. 紐を引いて2つの結び目がひとつになるように整える。

## 特徴・用途
テグス結びより巻きつけが多いぶん摩擦が強く働き、ほどけにくい。クライミングをはじめ高い信頼性を要求される場面で多用される。テグス結びと同様に、結び方を誤ると結び目が揃わず強度が下がってしまう。